# Раунд Лејк Бич (Илиноис)
Раунд Лејк Бич (енгл. Round Lake Beach) град је у америчкој савезној држави Илиноис.

## Демографија
По попису из 2010. године број становника је 28.175, што је 2.316 (9,0%) становника више него 2000. године.
| Група             | 2000.          | 2010.          |
| Белци             | 16.057 (62,1%) | 12.212 (43,3%) |
| Афроамериканци    | 792 (3,1%)     | 1.198 (4,3%)   |
| Азијати           | 534 (2,1%)     | 844 (3,0%)     |
| Хиспаноамериканци | 8.084 (31,3%)  | 13.530 (48,0%) |
| Укупно            | 25.859         | 28.175         |